# Eparchie tarská
Eparchie Tara je eparchie ruské pravoslavné církve nacházející se v Rusku.

## Území a titul biskupa
Zahrnuje správní hranice území Bolšerečenského, Bolšeukovského, Znamenského, Kolosovského, Krutinského, Sargatského, Tarského, Těvrizského, Ťukalinského a Usť-Išimského rajónu Omské oblasti.
Eparchiálnímu biskupovi náleží titul biskup tarský a ťukalinský.

## Historie
V dubnu roku 1920 nové vysvěcený omský biskup Dimitrij (Bělikov) pozval jeromonacha Manuila (Lemeševského) aby se stal vikarijním biskupem s titulem tarský avšak nový vikariát nebyl zřízen.
Dne 6. června 2012 byla rozhodnutím Svatého synodu zřízena z části území omské eparchie nová eparchie tarská. Stala se součástí nově vzniklé omské metropole. Prvním biskupem se stal klerik omské eparchie igumen Savvatij (Zagrebělnyj).

## Seznam biskupů
- 2012–2021 Savvatij (Zagrebělnyj)
- 2021–2021 Vladimir (Ikim) dočasný správce
- 2021–2023 Petr (Dmitrijev)
- od 2023 Vikentij (Brylejev)